# Схизопоровые
Схизопоровые (лат. Schizoporaceae) — семейство грибов, входящее в порядок Гименохетовых (Hymenochaetales).

## Биологическое описание
- Плодовые тела однолетние или многолетние, обычно распростёртые (кортициоидные), приросшие к субстрату, окрашенные в белые, делтоватые или буроватые тона.
- Гименофор с обычно округлыми или угловатыми, часто неправильной формы, трубочками, у некоторых видов с редкими коническими или неправильными шипиками.
- Гифальная система мономитическая или димитическая. Генеративные гифы с пряжками, тонко- или толстостенные. Цистиды у большинства представителей имеются, различной формы. Базидии с 4 спорами, обычно цилиндрические. Споры неамилоидные, бесцветные, эллиптической формы, гладкие, тонкостенные.

## Экология
Представители семейства — сапротрофы, вызывающие белую гниль хвойных и лиственных деревьев, редко травянистых растений.

## Таксономия

### Синонимы
- Hyphodontiaceae (Parmasto) R.T.Moore, 1996
- Hyphodontieae Parmasto, 1986

### Роды
- Alutaceodontia (Parmasto) Hjortstam & Ryvarden, 2002
- Basidioradulum Nobles, 1967 — Базидиорадулум
- Echinoporia Ryvarden 1980
- Hyphodontia J.Erikss., 1958
- Lagarobasidium Jülich, 1974
- Leucophellinus Bondartsev & Singer ex Singer, 1944 — Лейкофеллинус
- Odontiopsis Hjortstam & Ryvarden, 1980
- Palifer Stalpers & P.K.Buchanan, 1991
- Paratrichaptum Corner, 1987
- Poriodontia Parmasto, 1982
- Rogersella Liberta & A.J.Navas, 1978
- Schizopora Velen., 1922 — Схизопора
- Xylodon (Pers.) Gray, 1821 — Ксилодон